# Архангельский радиотелецентр РТРС
Архангельский областной радиотелевизионный передающий центр (Филиал РТРС «Архангельский ОРТПЦ») — подразделение Российской телевизионной и радиовещательной сети (РТРС), основной оператор цифрового и аналогового эфирного теле- и радиовещания в Архангельской области и Ненецком автономном округе (НАО), единственный исполнитель мероприятий по строительству цифровой эфирной телесети в Архангельской области в соответствии с федеральной целевой программой «Развитие телерадиовещания в Российской Федерации на 2009—2018 годы».
Филиал обеспечивает 97,03 % населения Архангельской области 20-ю бесплатными цифровыми эфирными телеканалами: «Первый канал», «Россия-1», «Матч ТВ», НТВ, «Пятый канал», «Россия К», «Россия 24», «Карусель» (телеканал), «Общественное телевидение России», «ТВ Центр», «Рен-ТВ», «Спас», СТС, «Домашний», «ТВ-3», «Пятница», «Звезда», «Мир», ТНТ, «Муз-ТВ» и тремя радиостанциями «Радио России», «Маяк» и «Вести ФМ».
Охват цифровым вещанием двух мультиплексов в Ненецком автономном округе — 96,53 % жителей. В регионе работают 15 передающих станций.
До перехода на цифровое эфирное телевидение в районах Архангельской области и НАО можно было принимать в среднем пять аналоговых программ.
В 2020 году архангельский филиал РТРС стал обладателем главной региональной общественной награды Архангельской области «Достояние Севера».

## История

### 1920—1930-е годы
20 сентября 1929 года началась история Архангельского радиотелецентра. В этот день вышел приказ начальника Северного краевого управления связи о создании краевого радиоцентра. Первой заведующей радиоцентром стала Рахиль Соломянская.
1 мая 1931 года передатчик с позывным РВ-36 мощностью 10 кВт вышел в эфир. Началось регулярное радиовещание.

### 1950—1960-е годы
7 мая 1956 года в Архангельске состоялась первая передача любительского телецентра.
20 мая 1964 года министр связи СССР Николай Псурцев подписал приказ № 374 «Об организации Архангельского телевизионного центра Архангельской области».

### 1970—1980-е годы
1 июля 1971 года Архангельский радиоцентр и Архангельская областная радиотелевизионная передающая станция (ОРПС) были реорганизованы: из состава радиоцентра в ОРПС были переданы станции № 1 и № 3, объединённые в Архангельский передающий цех и радиобюро.
19 сентября 1973 года Архангельская ОРПС переименована в областной радиотелевизионный передающий центр (ОРТПЦ).

### 1990—2010-е годы
В 1999 году Архангельский радиотелецентр стал филиалом ВГТРК.
В 2002 году Архангельский радиотелецентр вошёл в состав РТРС.

## Деятельность
В 2012 году РТРС начал тестовую трансляцию цифрового эфирного ТВ в Архангельске и Нарьян-Маре с использованием немецкого оборудования компании Rohde & Schwarz.
В этом же году в Архангельске прошли мероприятия, посвященные 100-летию радиосвязи на Севере России. Представители РТРС приняли участие и выступили с докладами о развитии коротковолновой радиосвязи в Арктике на международной научной конференции, организованной в САФУ. Радиолюбители-коротковолновики при поддержке радиотелецентра вышли в эфир под мемориальными позывными R100RQA.
В 2014 году в Архангельске и Нарьян-Маре началась тестовая трансляция телеканалов второго мультиплекса РТРС-2.
В 2015 году архангельский филиал РТРС завершил настройку двух цифровых эфирных передатчиков в Котласе.
10 июля 2015 года было завершено строительство сети цифрового эфирного ТВ в Ненецком автономном округе.
30 июля 2015 года РТРС начал тестовую трансляцию 20 цифровых эфирных телеканалов и трех радиопрограмм в одном из самых удаленных и труднодоступных уголков России — на архипелаге Новая Земля.
27 декабря 2016 года в Архангельске подписано Соглашение о сотрудничестве между РТРС и регионом о развитии в Поморье телерадиовещания.
20 марта 2017 года в Нарьян-Маре Ненецкий автономный округ и РТРС заключили соглашение о сотрудничестве в области развития телевидения и радиовещания в регионе.
В 2017 году в Архангельской области официально началась трансляция региональных программ в цифровом формате на телеканалах «Россия 1», «Россия 24» и радиостанции «Радио России Поморье».
3 июня 2019 года Архангельская область и НАО отключили аналоговое вещание федеральных телеканалов и полностью перешли на цифровое вещание. 29 ноября 2019 года филиал начал вещание региональных блоков новостей телеканала «Регион 29» в сетке телеканала ОТР.
В 2020 году филиал начал модернизацию радиосети ВГТРК в Архангельской области и НАО.
Архангельский филиал РТРС уделяет особое внимание сохранению памяти об изобретателе электронного телевидения Б. Л. Розинге. Ежегодно на мемориале изобретателя проводятся памятные мероприятия. В 2019 году, к 150-летию Б. Л. Розинга, директор филиала выступил с докладами на двух научных конференциях в САФУ и Центральном музее связи в Санкт-Петербурге.
Ежегодно 15 сентября, в день начала работы первой на Севере России мощной Исакогорской радиотелеграфной станции, архангельский филиал РТРС проводит торжественную церемонию «Посвящения в радисты» первокурсников Колледжа телекоммуникаций — филиала СПбГУТ имени профессора Бонч-Бруевича.

## Организация вещания
РТРС транслирует в Архангельской области:
- 20 телеканалов и три радиостанции в цифровом формате[44];
- 4 телеканала и 11 радиоканалов в аналоговом формате

Инфраструктура эфирного телерадиовещания архангельского филиала РТРС включает:
- 10 производственных подразделений;
- Центр формирования мультиплексов;
- 72 передающих станций;
- 94 антенно-мачтовых сооружений (АМС)[45];
- 248 приемных земных спутниковых станций;
- 4 радиорелейные станции;
- 115 км радиорелейных линий связи;
- 2 приёмо-передающих станции спутниковой связи «Орбита».

РТРС транслирует в Ненецком автономном округе:
- 20 телеканалов и 3 радиоканала в цифровом формате;
- 1 радиоканал в аналоговом формате[46].

## Награды
15 января 2015 года за победу в корпоративном конкурсе РТРС в группе филиалов с численностью свыше трехсот сотрудников филиал «Архангельский ОРТПЦ» и его директор Мансур Салахутдинов получили Почетные грамоты РТРС.
11 апреля 2017 года архангельский филиал РТРС признан «Лучшим социальным партнером Архангельской области» среди предприятий отрасли связи.
15 июня 2017 года архангельский филиал РТРС награжден Дипломом региональной Федерации профсоюзов за высокие показатели в конкурсе «Лучшие социальные партнёры в Архангельской области» и эффективное решение социальных трудовых задач.
21 марта 2018 года Архангельский ОРТПЦ в рамках регионального этапа всероссийского конкурса «Российская организация высокой социальной эффективности» стал победителем в номинации «За развитие социального партнёрства в организациях непроизводственной сферы».
16 мая 2018 года Архангельский филиал РТРС вновь признан «Лучшим социальным партнером Архангельской области» среди предприятий отрасли связи».
В 2020 году архангельский филиал РТРС стал обладателем главной региональной общественной награды «Достояние Севера». Эта награда служит знаком общественного признания, подтверждающим, что вклад в развитие региона конкретного предприятия, учреждения, организации или человека признан всеми жителями Архангельской области.
Архангельский филиал РТРС признан победителем в номинации «Предприятие производственной сферы».
Губернатор Архангельской области Александр Цыбульский поздравил лауреатов премии — предприятия учреждения и организации, а также активных жителей региона с высокими наградами и поблагодарил их за многолетний добросовестный труд на благо Архангельской области.